# سنبل‌زاده وهبی
سنبل‌زاده وهبی (به ترکی استانبولی: Sünbülzade Vehbî) (۱۷۱۸؟ میلادی در مرعش - ۲۸ آوریل ۱۸۰۹ استانبول) شاعر و واژه‌نامه‌نویس عثمانی بود که به ترکی، فارسی، و عربی شعر می‌سرود. او دیوان اشعار خود که به سه زبان یادشده بود را به سلطان سلیم سوم تقدیم کرد. هم‌عصران او به وی لقب «سلطان‌الشعرا» داده‌بودند اما کیفیت اشعار او، امروزه، چندان در سطحی بالا ارزیابی نمی‌شود.

## سفر به ایران
در سال ۱۱۸۷ قمری (۱۷۷۵ میلادی) در اوایل پادشاهی عبدالحمید یکم، وهبی به خاطر تسلط عالی‌اش بر زبان فارسی در ر‌أس هیئتی نزد کریم خان زند به ایران فرستاده شد تا به شکایتی که کریم‌خان علیه عمرپاشا، والی عثمانی در بغداد اقامه کرده‌بود رسیدگی کند. وهبی پس از رسیدگی، عمرپاشا را مقصر دانست. نفوذ عمرپاشا در دربار باعث شد تا سلطان عثمانی نظر نامساعدی نسبت به سنبل‌زاده وهبی پیدا کند و این جریان باعث شد تا وهبی به اسکودار گریخته و پنهان شود. وهبی سپس قصیده‌ای به نام «قصیده طنّانه» در مورد مشاهداتش در ایران سرود و در آن قصیده ستایش‌های گزافی از سلطان عثمانی کرده و از امورات عثمانی تعریف کرده و آن‌ها را «بهتر» از امورات ایران نامید و با این کار مجدداً مورد عنایت عبدالحمید یکم قرار گرفت.

## آثار
۱-دیوان
۲-لُطفیه وهبی: مثنوی با موضوعات اخلاقی برای لطف‌الله فرزند سنبل‌زاده وهبی.
۳-تحفه وهبی: واژه‌نامه منظوم فارسی به ترکی که در سال ۱۱۹۷ قمری (۱۷۸۳) در سفر او به ایران نوشته شده‌است.  سبک وی در این اثر ۳۲ بند بر اساس حروف الفباء بود.
۴-نخبه وهبی: واژه‌نامه منظوم عربی به ترکی.
۵-شوق‌انگیز: مثنوی شامل ۷۷۵ بیت در بحر رمل، با موضوع مقایسه زیبایی‌های زنان و مردان.
۶-منشأت